# SEAT Concepto T
El SEAT Concepto T Coupé y el SEAT Concepto T Cabrio son dos prototipos que fueron presentados por el fabricante de automóviles español SEAT en 1992 y 1993 respectivamente. Fue diseñado por David Ancona de la empresa española Integral Design para el Centro de prototipos de SEAT en España (bajo la dirección de Patrick Ayoub), con un formato similar a los anteriores prototipos diseñados en Italdesign Giugiaro, el SEAT Proto T y SEAT Proto TL, que dieron origen a la primera generación del SEAT Toledo.   

## Historia Proyecto
Estos dos prototipos formaban parte de un nuevo proyecto de desarrollo para ampliar la gama Toledo con nuevas variantes, Cupé y descapotable, pues todo empezó a finales de 1989 después de 3 años de avances con el Proyecto S3, el nuevo modelo SEAT Toledo estaba prácticamente muy avanzado aunque todavía estaba en fase muchos estudios y proyectos que afectaban al modelo, pues faltaba prácticamente 2 años para lanzarlo al mercado. 
Se quiso desarrollar una versión deportiva con motorizaciones G60 o VR6 con tracción total Syncro, por lo que se usarían prototipos experimentales pre-series para pruebas pero dicha versión se descartaría, por lo que estos avances servirían como desarrollo para, crear las nuevas variantes "el SEAT Concepto T", en formato prototipo ya que estos equipan una motorización V6, con una carrocería más deportiva, y que mostraban un anticipo de lo que podría haber sido la base de los SEAT Toledo cupé y descapotable, pues a finales de los 80 y principios de los 90, tener este tipo de vehículos le daba imagen a las marcas, en la época dentro del grupo Vw estaba el Volkswagen Corrado y el Audi 80 Cupé S2, y otras marcas como Opel con el calibra, habrían sido sus principales rivales, pero nunca se llegaron a fabricar las variantes de calle previstas para finales de 1994, finalmente fueron descartadas.

### Concepto T Coupé
El SEAT Concepto T fue presentado en el Salón del Automóvil de París de 1992, es un cupé de 2+2 plazas sobre la base del SEAT Toledo de la primera generación con unas líneas más suaves casi sin ángulos rectos, su carrocería fue pintada de color amarillo destacaba su techo acristalado en forma de cabina, sus cristales tintados y faros delanteros oscurecidos, llantas azev de 5 radios planos con semi-garganta, doble línea de escape deportiva con una salida en cada lado, inscripción Concepto T grabado en la parte trasera de los laterales, tecnológicamente incluía sensores y cámaras en lugar de retrovisores. Respecto a motorizaciones estaba equipado con un motor V6 que desarrollaba 200 CV de potencia.

### Concepto T Cabrío
Al año siguiente, SEAT presentó el SEAT Concepto T Cabrio en el Salón del Automóvil de Barcelona de 1993. En principio tenía que haber sido presentado en el salón de Ginebra pero por motivos desconocidos se informó de un falso accidente en su transporte desde Barcelona. El Concepto T Cabrio está un poquito más avanzado y es la versión descapotable, con capota de lona con cambios mínimos, las diferencias aparte del techo a llevar capota, son los faros delanteros claros como los de un coche más de serie ya que los del Cupé estaban oscurecidos, también a esta nueva variante se le incorporan espejos retrovisores y las llantas son diferentes aunque también tienen 5 radios, pero estos más cilíndricos, la carrocería de este prototipo fue pintada de color rojo granate y bien equipada, con un interior que cuenta con una tapicería que combina tonalidades claras, mientras que el salpicadero es bicolor azul y gris. Respecto a la motorización es el mismo motor del Concepto T Coupé: el V6 de 200 CV de potencia y cambio automático.